# آب‌سنگ مرجانی توباتا
آب‌سنگ مرجانی توباتا از زمین‌های طبیعی کشور فیلیپین است. این آب‌سنگ مرجانی در دریای سولو در جنوب غربی فیلیپین قرار گرفته‌است و به دلیل داشتن مجموعه‌ای از عوارض طبیعی، گیاهان و جانوران منحصربه‌فرد در فهرست میراث طبیعی یونسکو قرار گرفته‌است.
صخره‌های مرجانی توباتا در نزدیکی جزیره پالاوان قرار دارند.